# NGC 210
NGC 210 هي مجرة حلزونية تبعد حوالي 67 مليون سنة ضوئية من النظام الشمسي تقع في كوكبة قيطس. تم اكتشافها في 3 أكتوبر 1785 من قبل ويليام هيرشيل وأضيفت إلى الفهرس العام الجديد.

## الخصائص الفيزيائية
ترتبط المجرة مع NGC 157 و NGC 131 ويبدو أنها في طريقها لتصبح مجرة حلقية. ولديها أيضا العديد من المناطق الكثيفة. الجزء الداخلي من المجرة محدبة، مع ممر للغبار ونواة المجرة تبدو أكثر إشراقا بكثير من البقية مما يشير إلى أنّ نواة المجرة نشطة.

### الأقمار الصناعية
في الصورة على اليسار هي على حافة المجرة مباشرة تحت ألمع نجم في الصورة. ومن المحتمل أن يكون تابع لي NGC 210، ولكن من دون انزياح أحمر لتحديد المسافة ويمكن أن يكون على الأرجح غير متعلق تماما بـ NGC 210.

## مستعر أعظم
لوحظ مستعر أعظم في 7 سبتمبر عام 1954 بحجم 15.9 في الحافة الخارجية للذراع الأيسر لي NGC 210 ومن المرجح بأنه مرتبط بالمجرة.

## وصلات خارجية
- NGC 210 على موقع ويكي سكاي: DSS2, SDSS, GALEX, IRAS, Hydrogen α, X-Ray, Astrophoto, Sky Map, Articles and images